# Orde de Santa Maria de Betlem
L''Orde de Santa Maria de Betlem, en llatí Ordo Militaris ac Hospitalarius de Sanctae Mariae de Bethlehem, fou un orde militar tardà, instituït per la Santa Seu en 1459 per lluitar contra els turcs i recuperar Constantinoble i les terres conquerides. No va assolir els seus objectius inicials i fou dissolta en 1484. També anomenats betlemites i betlemitans, no s'han de confondre altres del mateix nom com els betlemitans, orde fundat al segle a Terra Santa, ni amb l'orde hospitaler dels Orde dels Germans de Betlem, fundat a Guatemala al segle xvii.

## Història
Fou instituït per Pius II mitjançant la butlla Veram semper et solidam de 19 de gener de 1459 amb l'objectiu de contrarestar la presa de Constantinoble per part dels turcs (1453) i lluitar contra ells per recuperar les terres de l'Europa oriental conquerides per aquests. La primera finalitat de l'orde era impedir l'expansió otomana i defensar les illes de l'Egea, especialment Lemnos, properes a les terres conquerides i que havien estat reconquerides pel cardenal Ludovico Scarampi Mezzarota durant el papat de Calixt III.
El papa volia defensar la unitat de l'Europa cristiana enfront dels musulmans, un objectiu més polític que no pas religiós, i volia tornar a unificar les forces cristianes i els ordes militars com a l'època de les croades. Per assolir-ho, Pius II donà al nou orde els béns d'altres ordes militars existents, fent que aquestes s'hi integressin, propòsit, però, que no aconseguí. La idea original era que l'Orde de Santa Maria integrés els recursos i els cavallers de l'Orde del Sant Sepulcre, de Sant Llàtzer, de Sant Joan de Jerusalem, del Sant Esperit, i de Sant Jaume d'Altopascio, que serien abolides pel papa.
D'entrada, l'orde estava format per 132 cavallers i religiosos, sota el comandament d'un gran mestre: Diamberto, príncep d'Amoroso, qui ostentà el càrrec fins al 1482. Amb la butlla Magnae devotionis tuae del 16 de març de 1464, el càrrec de gran mestre esdevenia hereditari i se n'establia la residència a l'illa de Lemnos. L'hàbit, blanc amb una creu vermella, era similar al dels Hospitalers de Rodes.
Els cavallers de Santa Maria de Betlem van establir-se a Lemnos en 1459, des d'on atacarien les posicions turques. En 1464 participaren en les campanyes de Venècia contra Mehmet II i reforçaren la seva posició als Balcans. No obstant això, la signatura d'un tractat de pau entre Venècia i els turcs el 25 de gener de 1479, que implicava la cessió de Lemnos a l'Imperi Otomà, va fer que els cavallers n'haguessin de marxa i l'orde perdés el seu sentit.
Es refugiaren a l'illa de Siros, on s'uniren a l'orde dels Cavallers de Rodes, desapareixent de fet com a orde independent. Novament derrotats a Siros, i mentre el papa redissenyava el projecte de croada contra Constantinoble, l'orde fou transformada en confraria laica. En 1484, Innocenci VIII, amb una butlla, cedí tots els béns de l'orde betlemita als Cavallers de Rodes, donant per dissolt el primer orde.

## Manteniment del títol honorífic i de l'orde dinàstic
El 18 de maig de 1484, el rei Ferran II d'Aragó va oferir als cavallers que s'establissin al Regne de Nàpols. Des de llavors, desapareixen com a orde militar i només se'n conserva el títol de Mestre Suprem que, d'acord amb la butlla de Pius II, era hereditari a la família del príncep Amoroso. Quan Diamberto de Amoroso morí en 1482, no tenia fills i el títol passà al seu germà gran Giovanni de Amoroso (1482-1519), a qui el rei permeté que afegís al seu llinatge el cognom "d'Aragona" (d'Aragó).
En 1730, el príncep Filippo Augusto Amoroso (1722-1744) va reformar l'orde com a orde de cavalleria dinàstic, amb drets hereditaris per als membres i un nou uniforme amb els símbols de l'orde. En 1860 el rei Francesc II de les Dues Sicílies confirmava el mestratge hereditari de l'orde, qualificada com a orde dinàstic de la família Amoroso d'Aragona.
L'orde va tenir un paper destacat entre 1924 i 1945, quan els grans mestres Luigi Cesario Speridione Amoroso d'Aragona (1899-1931) i Pietro Amoroso d'Aragona (1931-1959) s'oposaren activament al règim dictatorial de Benito Mussolini. Els cavallers crearen un centre de resistència antifeixista anomenat ORBET (acrònim d'«ORDine BETlemme»). Durant els anys de persecució, l'orde va ajudar centenars de famílies jueves a abandonar el país i va col·laborar amb la resistència partisana.